# Administrador de Infraestructuras Ferroviarias

logo

Administrador de Infraestructuras Ferroviarias (kortweg adif) is een Spaans staatsbedrijf belast met de uitbreiding en de uitbating van het Spaanse spoorwegnet. Het bedrijf bestaat sinds de opsplitsing van de staatsspoorwegmaatschappij Renfe in een operationeel deel, Renfe Operadora en het infrastructurele deel, Adif, in 2005. In 2013 werd ook de infrastructuur van FEVE overgenomen. Adif is daarmee eigenaar van het overgrote deel van de Spaanse spoorinfrastructuur, te weten 15.384 km aan spoor en 1.903 stations, waarvan 41 van de divisie Adif AV (Alta Velocidad of "Hoge Snelheid"). Naast Adif zijn er in Spanje ook een aantal regionale spoorwegbeheerders, waaronder FGC in Catalonië of Euskotren in Baskenland.